# Jessica Diamond
Pour les articles homonymes, voir Diamond.
Jessica Diamond, née le 6 juin 1957 à New York, est une artiste conceptuelle américaine connue pour ses dessins muraux et ses installations. 

## Biographie
Elle obtient son BFA de la School of Visual Arts en 1979 et son MFA de l'Université de Columbia en 1981. Elle expose ses œuvres dans le monde entier depuis 1983.
Elle explore les thèmes de l'anti-commercialisme, les rôles sociaux et sexuels dans ses œuvres.
Elle réalise une série de dessins muraux influencés et répondant au travail de l'artiste japonaise Yayoi Kusama.